# Bezzia mathisi
Bezzia mathisi är en tvåvingeart som beskrevs av Gustavo R. Spinelli 1991. Bezzia mathisi ingår i släktet Bezzia och familjen svidknott.
Artens utbredningsområde är Ecuador. Inga underarter finns listade i Catalogue of Life.